# Moacir Silva
Dom Moacir Silva, né le 16 juillet 1954 à São José dos Campos, État de São Paulo, est un archevêque catholique brésilien, archevêque métropolitain de Ribeirão Preto depuis 2013. Précédemment évêque de São José dos Campos, il est reconnu pour son engagement dans la pastorale et son rôle au sein de l’Église catholique au Brésil.

## Biographie

### Jeunesse et formation
Moacir Silva, aîné des six fils de Brasilino et Maria Augusta Silva, grandit à São José dos Campos. Il fréquente l’école du Bom Retiro, puis le petit séminaire Santo Antônio à Taubaté. De 1980 à 1982, il étudie la philosophie au séminaire Bom Jesus d’Aparecida, puis la théologie de 1983 à 1986 à l’Institut théologique Sagrado Coração de Jesus de Taubaté. Parallèlement, il travaille brièvement à l’usine General Motors de São José dos Campos avant de s’engager dans la voie sacerdotale.
En 1999-2000, il obtient un diplôme en droit canonique à l’Institut de droit canonique de São Paulo, suivi d’un licencié en droit canonique à la Université pontificale du Latran à Rome le 24 mai 2002.

### Ministère sacerdotal
Ordonné prêtre le 6 décembre 1986 pour le diocèse de São José dos Campos, Moacir Silva exerce diverses fonctions pastorales. De 1983 à 1986, il est coordinateur de la pastorale des jeunes, puis brièvement de la pastorale de la santé en 1986. Il devient ensuite vicaire de la cathédrale São Dimas à São José dos Campos, puis curé de la paroisse Coração de Jesus (1988-1993) et de la cathédrale São Dimas. 
De 1993 à 1999, il coordonne la pastorale familiale et, de 1992 à 2004, dirige l’école de formation des diacres permanents. Il est également vicaire général du diocèse (1993-2003), membre du conseil presbytéral et du collège des consulteurs dès 1991, ainsi que juge au tribunal ecclésiastique interdiocésain de la province ecclésiastique d’Aparecida à partir de 1993. Le 1er décembre 2003, il est nommé administrateur diocésain de São José dos Campos, en attendant la nomination d’un nouvel évêque.

### Carrière épiscopale
Le 20 octobre 2004, le pape Jean-Paul II nomme Moacir Silva évêque de São José dos Campos. Il est consacré le 11 décembre 2004 par Mgr José Nelson Westrupp, évêque de Santo André, avec Mgr Raymundo Damasceno Assis, archevêque d’Aparecida, et Mgr Dimas Lara Barbosa, évêque auxiliaire de São Sebastião do Rio de Janeiro, comme coconsécrateurs. Sa devise épiscopale, Permanecei em mim (« Demeurez en moi »), est tirée de l’Évangile selon Jean .
De 2005 à 2011, il préside la sous-région Aparecida de la région Sul 1 de la Conférence nationale des évêques du Brésil (CNBB), et de 2007 à 2011, la commission liturgique de cette région. Il est également vice-président de la région Sul 1 (2007-2015), membre de la commission des tribunaux ecclésiastiques de seconde instance de la CNBB (2007-2011) et du conseil économique du Conseil épiscopal latino-américain (CELAM).
Le 24 avril 2013, le pape François le nomme archevêque métropolitain de Ribeirão Preto. Il prend possession de son siège le 23 juin 2013. Depuis 2015, il préside la commission de la CNBB pour l’application du motu proprio Mitis Iudex Dominus Iesus et celle des tribunaux ecclésiastiques de seconde instance. Il est aussi membre du conseil permanent de la région Sul 1, responsable de la pastorale des vocations et membre de la commission pour les ministres ordonnés et la vie consacrée.

### Engagements et responsabilités
Durant la pandémie de Covid-19 au Brésil, dès le 28 février 2020, Dom Moacir Silva introduit des mesures d’hygiène dans l’archidiocèse de Ribeirão Preto pour protéger le clergé et les fidèles, alors que le président Jair Bolsonaro minimise la gravité de la crise. Fin 2020, il organise une rencontre avec les maires élus des villes de l’archidiocèse pour renforcer la coopération locale.
Il est également administrateur apostolique du diocèse de São José do Rio Preto du 18 août 2021 au 19 mars 2022 et du diocèse de São João da Boa Vista du 7 décembre 2023 au 7 avril 2024.